# Mellita grantii
Mellita grantii is een zee-egel uit de familie Mellitidae.
De wetenschappelijke naam van de soort werd in 1948 gepubliceerd door Theodor Mortensen.